# Бережок (Вохомский район)
Бережок — посёлок в Вохомском районе Костромской области России. Входит в состав Вохомского сельского поселения.

## География
Посёлок находится в северо-восточной части Костромской области, в подзоне южной тайги, на правом берегу реки Вохмы, к северу от автодороги 34Н-11, на расстоянии приблизительно 3 километров (по прямой) к востоку от посёлка Вохмы, административного центра района. Абсолютная высота — 126 метров над уровнем моря.

### Климат
Климат характеризуется как умеренно континентальный, с продолжительной холодной зимой и коротким умеренно тёплым летом. Средняя температура воздуха самого холодного месяца (января) — −13,7 °C (абсолютный минимум — −41,5 °C); самого тёплого месяца (июля) — 17,4 °C (абсолютный максимум — 32 °С). Годовое количество атмосферных осадков — 550—650 мм, из которых большая часть выпадает в тёплый период. Снежный покров устанавливается в середине ноября и держится до середины апреля. Господствующими ветрами являются южный и юго-западный.

### Часовой пояс
Посёлок Бережок, как и вся Костромская область, находится в часовой зоне МСК (московское время). Смещение применяемого времени относительно UTC составляет +3:00.

## Население
| 2008 | 2010 | 2014 |
| ---- | ---- | ---- |
| 207  | ↘174 | ↗219 |

### Национальный состав
Согласно результатам переписи 2002 года, в национальной структуре населения русские составляли 99 % из 201 чел.